# Jean Charles Abbatucci (politik)
Jean Charles Abbatucci (25. března 1816 Zicavo – 29. ledna 1885 Paříž) byl francouzský právník a politik.
Jeho otcem byl Jacques Pierre Charles Abbatucci, který byl v závěru života francouzským ministrem spravedlnosti. On sám byl nejprve advokátem, pak od roku 1848 zástupcem generálního prokurátora u pařížského odvolacího soudu. V letech 1849–1851, 1872–1876 a 1877–1881 byl poslancem Národního shromáždění. Při svém prvním mandátu patřil mezi bonapartisty. Po převratu v roce 1851, když se stal jeho otec ministrem spravedlnosti, získal v roce 1852 vysokou úřednickou pozici (maître des requêtes) při Státní radě a z přízně Napoleona III. se stal v roce 1857 státním radou.